# Santo, el Enmascarado de Plata vs. los villanos del ring
Série
Superman contre l'invasion des martiens
(1967) Operación 67
(1967)
Pour plus de détails, voir Fiche technique et Distribution.
Santo, el Enmascarado de Plata vs. los villanos del ring est un film mexicain d'Alfredo B. Crevenna tourné au début de 1966. C'est le dix-septième film d'El Santo, el enmascarado de plata et le deuxième de Crevenna la même année. Il sort finalement en janvier 1968.

## Fiche technique
- Titre original : Santo el enmascarado de plata vs los villanos del ring
- Titre espagnol alternatif : Santo contra los villanos del ring
- Titre anglais ou international : Santo the Silver-Masked Man vs. the Villains of the Ring
- Titre anglais alternatif : Santo the Silver Mask vs. The Ring Villains
- Réalisation : Alfredo B. Crevenna
- Scénario : Rafael García Travesi, Mario García Camberos
- Décors : Adalberto López
- Photographie : Jorge Stahl Jr.
- Montage : Alfredo Rosas Priego
- Musique : Antonio Díaz Conde
- Production : Alfonso Rosas Priego
- Société(s) de production : Producciones Cinematograficas S.A.
- Pays d’origine :  Mexique
- Langue originale : espagnol
- Format : noir et blanc — 35 mm — son Mono
- Genre : action, aventure
- Durée : 87 minutes
- Dates de sortie :
  - Mexique : 11 janvier 1968

## Distribution
- El Santo : Santo (as Santo el Enmascarado de Plata)
- Wolf Ruvinskis : Rodolfo Labra
- Silvia Fournier : María Elena Ramos
- Graciela Lara : Rebeca Ortega
- Eduardo Bonada : Fernando
- Jean Safont : Safont
- Dick Medrano : Dick
- Ray Mendoza : Mendoza
- Beny Galán : Galán
- Ignacio Gómez : lutteur (as El Nazi)
- Ham Lee : lutteur
- Ramiro Orci : Matón
- Francisco Jambrina : Francisco Iglesias
- Consuelo Frank : Doña Teresa Ramos
- Carlos Nieto : Docteur
- Roberto Araya : Sergio